# Christa Biedermann
Christa Biedermann (* 1953 in Wien) ist eine österreichische Performancekünstlerin, Malerin und Fotografin. Seit 1988 lebt und arbeitet sie in Wien und Berlin. Ihre Arbeiten wurden international ausgestellt, vor allem in Wien und Berlin.

## Leben und Werk
Biedermann studierte ab 1972 an der Hochschule für Angewandte Kunst bei Heribert Tasquil, Wander Bertoni, Adolf Frohner, Oswald Oberhuber, Peter Weibel und Bazon Brock. 1982 schloss sie das Studium mit der Lehramtsprüfung in Bildnerischer Erziehung und Werkerziehung ab. In der Zeit von 1982 bis 1985 war sie als Erzieherin tätig, absolvierte das Probejahr an einem Wiener Gymnasium und nahm unter anderem am Akademikertraining bei der Frauenzeitschrift AUF und am Museum Moderner Kunst Stiftung Ludwig teil. Seit ihrem Diplomabschluss 1986 bei Eva Choung-Fux an der Universität für Angewandte Kunst Wien im Bereich Schwarz-Weiß-Fotografie zum Thema „Stille Bilder“ arbeitet sie als freischaffende Künstlerin. Ab Mitte der 1980er Jahre hielt sie Vorträge und organisierte Workshops an Kunsthochschulen, Kulturinstitutionen und Gymnasien.
Zu ihren Arbeiten zählen seit Ende der 1970er Jahre kabarettistische Performances in Form von Super8- sowie 16mm-Filmen und Videos, ab Mitte der 1980er Jahre entstanden erste Arbeiten in Richtung Mixed Media, u. a. experimentelle Kurzfilme und Animationen. Außerdem nutzt sie die Medien der Malerei, Fotografie, Film und Installation. Sie entwarf beispielsweise das Buchcover für die deutschsprachige Übersetzung von Macht und Sinnlichkeit von Audre Lorde und Adrienne Rich, das 1993 im Orlanda Verlag erschien. Seit Mitte der 1980er Jahre ist sie in Berlin als Künstlerin präsent. 1991 erhielt sie ein sechsmonatiges Stipendium an der Hochschule für Film und Fernsehen Potsdam-Babelsberg.
Christa Biedermann war verantwortlich für Konzept, Kuratierung und Organisation der künstlerischen Arbeitswochen mit Künstlerinnen der Galerie INTAKT „Macht & Sexualität“, sowie der Festivals „Super 8 lebt“ 1996 (Anthologie Film Archives New York, Freunde der Deutschen Kinemathek/Arsenal Berlin) und „ZwieLICHT“, welches 1999 im Filmarchiv Austria präsentiert wurde.
Ihre Werke sind im Besitz der Stadt Wien, des Bundeskanzleramts, der Kulturabteilung des Landes Niederösterreich und des Museums der Moderne Salzburg, Wien Museum.
Über ihr künstlerisches Programm und ihre eigene Rolle als Künstlerin sagt Christa Biedermann:
"Ich bin NICHT HOLLYWOOD.
Ich bin NICHT TV.
Ich bin die CHRISTA BIEDERMANN.
UND MACHE MEIN PROGRAMM !"

## Ausstellungen (Auswahl)
Einzelausstellungen, Installationen, Performances
- 1985: Weibchen 2, Liveperformance, Frauen-Museum Bonn, Künstlerhaus Graz
- 1986: Was heißt denn hier Erotik?, HOSI (Homosexuelleninitiative), Wien
- 1987: Rollenbilder – Identitätsbilder, Fotogalerie Wien
- 1988: Ausbruch, Lesbenberatung Berlin
- 1988/89: Ich hab' dir nie einen Rosengarten versprochen..., Live mit Installation und Filmen, Pelze Multimedia, El Locco, Schwuz Berlin, Frauenkneipe Hamburg, Frauentheaterfestival Landestheater Tübingen, Frauenkneipe Hannover, Sonderbar, Willendorf Wien, Kultur im Hemshof Ludwigshafen, Länggass Treff Bern, Quartierszentrumskanzlei Zürich, Wichtig Kunst von Frauen Amerlinghaus Wien; Alte Welt Linz
- 1990: Danke für die Blumen..., Mehringgalerie, Berlin
- 1990: Gequält...?, Galerie Neue Räume, Berlin
- 1991: Mit frischem Wind..., Amerlinghaus Wien
- 1992: Zartbitter, Pelze Multimedia Berlin
- 1994: Vom Objekt zum Subjekt, Berliner Panoptikum, Berlin
- 1994: Schöne Bilder, scharfe Worte, Freier Raum in der Galerie Stargarder 18 von Frank Hänel, Berlin
- 1996: ...aus dem grünen Koffer: Der Umweltcocktail, Galerie Bellevue, Grüner Salon an der Volksbühne, Berlin
- 2000: Variante roter Punkt, Galeria d'art Magdalena Baxeras, Barcelona
- 2000: Die rote Königin, Svenska Konstgalleriet Malmö, City Art Gallery Stockholm
- 2002: Die weiße Schneekönigin or dont forget the rose, Galeria d’Art Magdalena Baxeras, Barcelona
- 2004: Libertad vivir/amar como el/ella quiere, CSD-Paraden Berlin 2001 bis 2003, Galeria d’Art Magdalena Baxeras, Barcelona
- 2006: Freiheit zu leben/lieben wie man/frau will, Galerie Artefakt, Wien
- 2007: Für die Freiheit der Kunst, Künstlerhaus, Wien
- 2012: Landpartie1 einst und jetzt, Österreichisches Kulturforum, Berlin[2]
- 2020: Clowning Everywhere!, Kurzperformance, Trickvideo vor und hinter der Kamera, seit 2020 per Facebook[3]

Gruppenausstellungen
- 1978 Kommunikationswoche der Wiener Frauencooperative, Galerie nächst St. Stephan
- 1978: Den Alltag verändern, Künstlerhaus Wien
- 1979: Arbeit und Kunst, ÖGB - Haus Kufstein
- 1981: Künstler malen und zeichnen in Betrieben, Rathaus Wien
- 1981 – 82: Mein lieber Reiter oder wie gehts mit uns weiter? Frauengruppe Contra – Partie, Werkstattgalerie Wien, Frauen Museum Bonn
- 1984: Identitätsbilder, Sezession Wien, Frauen Museum Bonn, Graz
- 1985: Entwicklungen – Feminale 2, Hochschule für Angewandte Kunst Wien
- 1986: Knallkörper – Feminale 3, Hochschule für Angewandte Kunst Wien
- 1987: Women and Humour, Women Artists Slide Library, Fulham Town Hall London
- 1987: Internationale Biennale des Humors und der Satire, Gabrovo, Bulgarien
- 1987: Neue Fotografie aus Wien, Europalia, Culturem Centrum Berchem, Antwerpen
- 1987: The art machine , SVBK, Symposium Amsterdam, Leiden
- 1988: Gegenüber – Feminale 4, Kunsthalle WUK, Wien
- 1989: Konfrontationen, Frauenkulturwochen, Messepalast Wien
- 1989: Bad Women, Elefanten Press Galerie Berlin
- 1990: Memories, III. Biennale Internazionale di Arti Visivi, Museo Civico Udine
- 1990: Ausländische Gäste im Mittelpunkt, Rathaus Schöneberg, Berlin[4]
- 1992: Memories III. Biennale Internazionale di Arti Visivi, Cividale Italien
- 1992: Multimedialistinnen Internationale Performerinnenwoche, Kunsthaus Erfurt,
- 1998: New Border Art Space, Galerie im Acud Berlin
- 1998–2001: Lesbian Connexion/s, 60 Photographers of 15 european countries, Artothek Oost Amsterdam, St. Pietersabdij, Gent Belgien; Ljubljana, Zagreb; San Francisco, St. Petersburg[5]
- 2000: Kunst Hautnah, Künstlerhaus Wien
- 2001: 100 Selbstporträts, 10 Jahre Galerie Kunsthaus Erfurt, Erfurt; Haus Staat Thüringen, Berlin
- 2002: Die weiße Schneekönigin or dont forget the rose, Bela Balasz Studio, Budapest Hotel Berlinische Galerie, altes Glaslager, Berlin
- 2003/2004: Mothers of Invention – where is performance comming from, Museum Moderner Kunst Stiftung Ludwig, Wien[6]
- 2003/2004: Frauenbild, Landesmuseum Niederösterreich, St. Pölten[7]
- 2003/2004: Mimosen, Rosen, Herbstzeitlosen, Kunsthalle Krems[8]
- 2003: Licht! form & stil, Galerie und Laden für Angewandte Kunst, Berlin
- 2004: Susedka-Nachbarin, Dom Fotografii, Poprad/Slowakei
- 2005: Gheimsache Leben, Neustifthalle, Wien[9]
- 2007: Exitus. Tod alltäglich, Künstlerhaus, Wien[10]
- 2008: Matrix Geschlechter/Verhältnisse/Revisionen, MUSA, Museum auf Abruf, Wien[11]
- 2009: A echte Weanarin geht ned unta..., Liveperformance,16th Congress of Performance Art, Sacramento, USA, Begine Frauenkulturzentrum, Berlin
- 2010: Ich ist ein anderer. Die Kunst der Selbstdarstellung, Landesmuseum Niederösterreich, St. Pölten[12]
- 2011: Rollenbilder – Rollenspiele, Museum der Moderne, Salzburg[13]
- 2011: Zeitzeugen – Photographie in Österreich nach 1945, Künstlerhaus, Wien[14]
- 2011: METAmART, Kunst und Kapital, Künstlerhaus, Wien[15][16]
- 2013: Hommage an Valeska Gert, Museum Friedrichshain-Kreuzberg, Lebensort Vielfalt, Belziger1, Berlin u. a. zusammen mit H.D. Kühn
- 2013: Bürotrick, Realtrickvideo, Transgender Film Festival, San Francisco, USA
- 2013: Feuerwerk, Animation
- 2013: Zeichnen Zeichnen, Künstlerhaus, Wien
- 2019: Magikalcharm "Video - Fest", Anthology Film Archives, New York
- 2019: XXXIV. 2019 Black International Cinema Bar Berlin, Berlin
- 2019: Ausstellung Noedok St. Pölten PreisträgerInnen 2019, St. Pölten
- 2020: 35. Black International Cinema Berlin Festival December 2020 Celebration, Berlin
- 2020: Art Kreuzberg, Clownerie - Kurzperformance, Berlin
- 2021: Magikalcharm Experimental Video and Film - Fest New York, Clownerie, online

## Auszeichnungen
- 1987: Auszeichnung der internationalen Biennale des Humors und der Satire, Gabrovo, Bulgarien
- 1990: Medaille d'Honneur, Brüssel
- 1991: Stipendium an der Hochschule für Film und Fernsehen Potsdam - Babelsberg
- 2000: Diploma Trofeo Medusa Aurea, A.I.A.M., Rom
- 2007: Nominierung für den LEADING LADIES AWARDS Kultur, Österreich
- 2019: Niederösterreichischer Kulturpreis – Anerkennungspreis in der Kategorie Bildende Kunst[17]